# Мідзуно Тадакуні
Мідзуно Тадакуні (水野忠邦, みずのただくに; 1794—1851) — японський політичний і державний діяч періоду Едо.

## Короткі відомості
Мідзуно Тадакуні народився 1794 року в сім'ї голови західнояпонського володіння Карацу-хан. Ставши головою цього хану, він домігся переведення на посаду голови Хамамацу-хану в Східній Японії. Згодом Мідзуно працював урядником монастирів і храмів міста Едо, каштеляном Осаки та Кіотським інспектором. 1834 року він отримав призначення на посаду тюро, голови сьоґунського уряду. За підтримки Токуґави Ієйосі Мідзуно розпочав реформи Темпо, спрямовані на відродження японського села і стримування розвитку торгівлі. Вони викликали невдоволення у суспільстві, тому 1843 року Мідзуно подав у відставку. Помер 1851 року на посаді голови Ямаґата-хану в Північній Японії.